# Ocytes
Ocytes là một chi bướm ngày thuộc họ Bướm nâu.